# Tudanca (Rind)

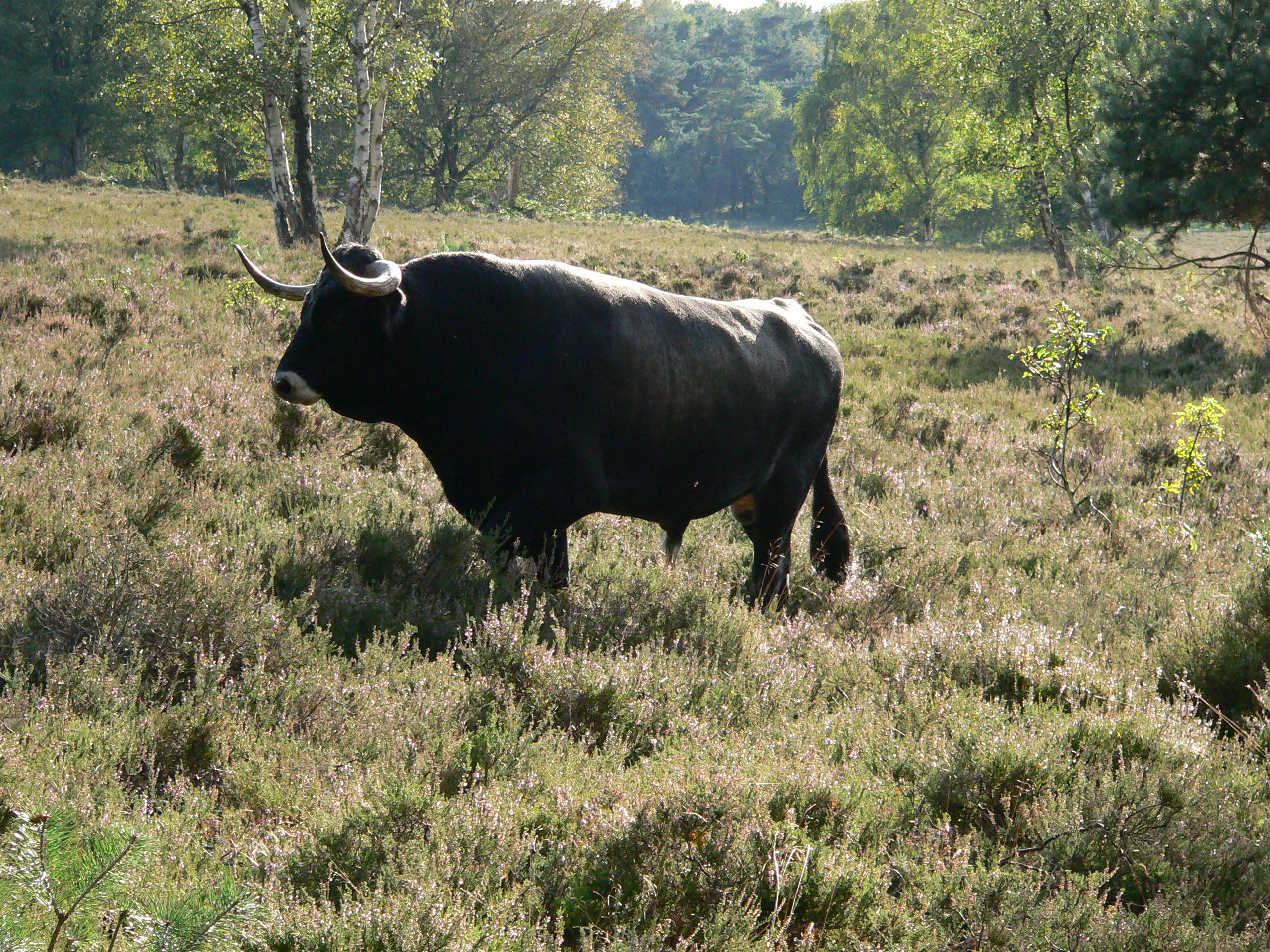
Tudanca-Bulle

Tudanca ist eine spanische Hausrindrasse aus Kantabrien, welche in einigen Merkmalen an den ausgerotteten Auerochsen, den wilden Vorfahren der taurinen Hausrinder, erinnert.

## Aussehen und Beschreibung

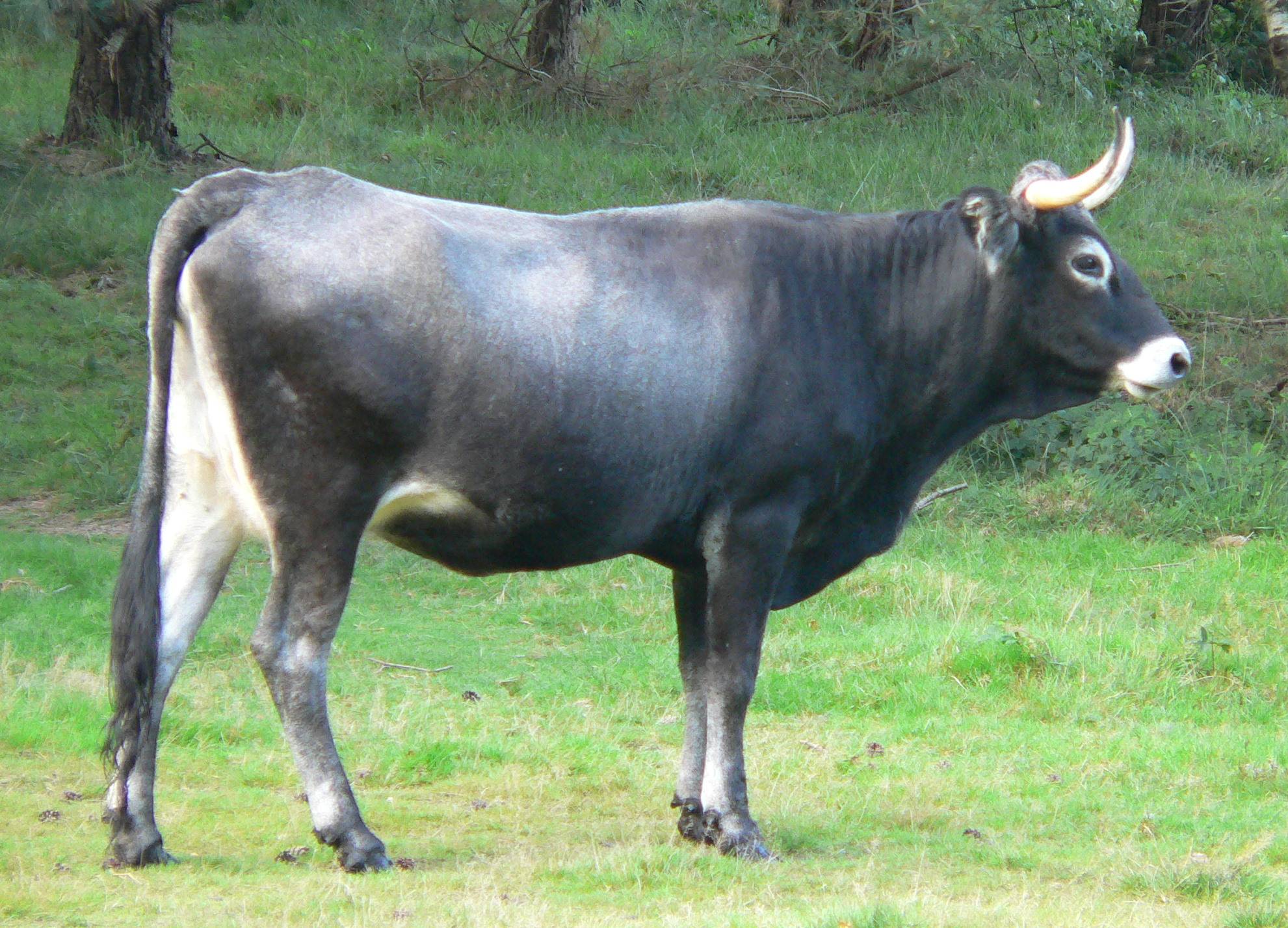
Tudanca-Kuh

Tudanca-Rinder sind eine mittelgroße Rasse. Kühe erreichen etwa 135 cm Widerristhöhe und 320 kg Gewicht, Stiere 150 cm Widerristhöhe und ein Gewicht von 420 kg. Die Farbe der Tudancas ist gräulich; allgemein sind die Kühe heller als die Bullen. Bullen verfügen über einen hellen Aalstrich, wie auch der Auerochse. Zusätzlich findet sich bei Bullen oft ein hellerer Sattel. Typisch für Tudanca-Rinder ist die geschwungene Rückenlinie, welche bei den Bullen besonders ausgeprägt ist. Die Kühe sind kleiner und graziler als die Bullen. Die Hörner des Tudanca sind variabel; sie können entweder stark nach außen gedreht sein oder an die des Auerochsen erinnern. Tudanca-Bullen weisen oft lockige Stirnhaare auf, wie sie auch für den Auerochsen beschrieben werden.
Von Jose Maria de Cossio wurde die Rasse als „agil, stark, genügsam und robust“ beschrieben. Angepasst sind die Tudancas vor allem auch an das Gebirgsklima des kantabrischen Hochlandes.

## Vorkommen und Verwendung

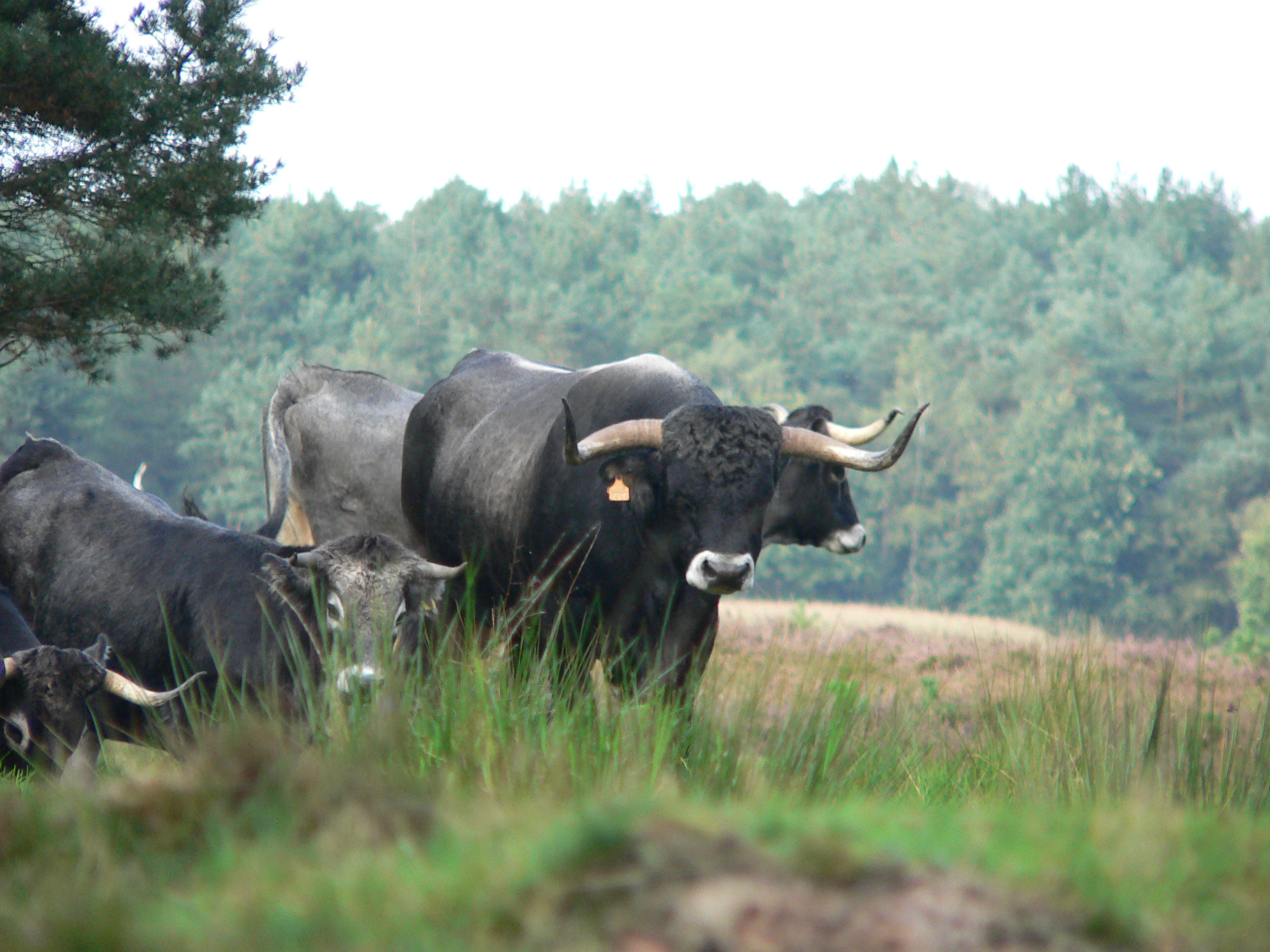
Zur Landschaftspflege eingesetzte Tudanca-Herde in den Niederlanden

Tudancas sind im westlichen Kantabrien und in einigen weiteren spanischen Regionen heimisch. Eine Zählung im Jahre 2008 ergab an die 13.000 Exemplare. Derzeit wird die Rasse als zu schützende Haustierrasse geführt, da sie, wie alle wenig wirtschaftlichen Primitivrinderrassen, vom Aussterben bedroht ist. Früher wurden Tudancas als Arbeitstiere eingesetzt; seit einigen Jahren wird ihr Fleisch mehr und mehr geschätzt.
Tudancas werden u. a. von der „Arbeitsgemeinschaft Biologischer Umweltschutz“ im Kreis Soest zur Landschaftspflege in halbwilder Extensivbeweidung verwendet. Weiters befinden sich Tudancas in den Niederlanden, wo sie ebenso zur Landschaftspflege verwendet werden, etwa in Johannahoeve und dem Planken-Wambuis-Reservat. Die Stichting Taurus verwendet diese Rasse ebenfalls, wo sie für die Zucht eines Rindes, welches phänotypisch, genotypisch und ökologisch dem Auerochsen möglichst nahekommen soll, von TaurOs Project zusammen mit andern auerochsenartigen Rassen wie Sayaguesa, Pajuna, Maremmana primitivo oder Limia-Rindern eingesetzt wird.